# Серебро
„Серебро̀“ (на руски: Серебро, стилизирано като SEREBRO, в превод сребро) е руско дамско поп трио, създадено през 2006 г. Групата пее на руски и английски език.
С дебютния си сингъл „Song #1“ триото участва в песенния конкурс Евровизия през 2007 г., където печелят за представянето на Русия. Песента заема трето място пред Украйна и Сърбия с 207 точки.
Някои от техните музикални клипове са приети противоречиво, включително „Мама Люба“ и „Mi Mi Mi“.
От създаването си, групата издава три студийни албума – „ОпиумRoz“, „Mama Lover“ и „Сила трёх“. Издадени са и тринадесет сингли, пет от които оглавяват руската радиокласация. Групата твори в няколко жанрове като поп, поп-рок, европоп, трип-хоп и електропоп.

## История

### Формиране и Евровизия 2007
Първи състав на Серебро 
Елена Темникова, Олга Серябкина
 и Марина Лизоркина.
В началото на 2007 г., продуцента Максим Фадеев започва подготовка за концепция за нова група, наречена Серебро. Концепцията започва като предложение за Первий канал за ново руско участие в Евровизия 2007. Въпреки първоначалните индикации, че концепцията е за соло певица, тя се превръща в група около бившата участничка от „Фабрика звёзд“ Елена Темникова, която се сработва новодошлите Марина Лизоркина и Олга Серябкина. На 8 март 2007 г. експертната група на Первий канал избира Серебро и песента „Song Number 1“ за представящи Русия на Евровизия 2007. Благодарение на успешното представяне на Русия на изданието от 2006 г., Серебро се състезава директно на финала на състезанието, без да се налага да участва в полуфинала.
На 12 май 2007 г. групата завършва на 3-то място с 207 точки, най-висок резултат от 12 точки, те получават от Беларус, Армения и Естония. Нито една точка не дават 5 страни – Австрия, Белгия, Албания, Холандия и Швейцария. По-късно те казват: „Ние сме щастливи с нашето трето място, но най-важното нещо е, че не бяхме там само за себе си, но и за нашите фенове, за Русия и за руския народ“. Представлението в Хелзинки става първата им официална поява и първият концерт за голяма публика на живо.

### 2007 – 2008
След успеха на Евровизия 2007 г. в Хелзинки, Серебро бързо се превръща в една от най-популярните групи в Русия. От лятото на 2007 г., групата прави редица концерти в цяла Русия, Казахстан, Турция, Полша, Узбекистан и Беларус. Всички сингли на групата, без истинските им заглавия, са наречени Song #1, #2, #3 и т.н.
Скоро след края на конкурса Евровизия, е издаден промосингъла „Song #1“, който съдържа 14 варианта на песента, които носят имена на цветове. Например в Евровизия е изпълнена „червената версия“ на песента. През лятото на 2007 г. в радиопредаване е пусната и руската версия на песента „Песня #1“, а малко по-късно за изтегляне в интернет, става достъпна нецензурираната версия на песента, наречена „Бляди“. Песента е търговски успех в световен мащаб, особено на европейските пазари. През юли 2007 г. групата издава втората си песен, „Дыши“. Въпреки че песента е с по-малко комерсиален успех в родната Русия, песента не влиза в класациите в Европа. По-късно през октомври, излиза видеоклип за песента.
На руските награди в началото на октомври 2007 г., Серебро изпълнява нова песен, озаглавена „What's Your Problem?“, за която се спекулира, че е третият сингъл от тогавашния предстоящ дебютен студиен албум, но това е отречено. Номинирани са в четири категории на наградите на MTV RMA 2007: „Най-добър поп-проект“, „най-добър дебют“, „най-добра песен“ и „най-добро видео“, но спечелват само втората номинация. През декември 2007 г. печелят още една награда на руските Грами. Серебро също така печели награда World Music през 2007 г. като най-продаваният руски изпълнител. За разлика от предишните източноевропейски победители на World Music Award (например Руслана от Украйна през 2004 г. и Дима Билан от Русия през 2006 г.), Серебро не изпълнява по време на събитието.
В края на февруари, Серебро пеят „Журавли“ по Звезда, популярна телевизионна програма в Русия, с участието на изпълнители, пеещи патриотични песни. Първоначално написано като едно стихотворение от Расул Гамзатов, „Журавли“ е една от най-известните руски песни за Втората световна война. На 13 май 2008 г. е обявено на официалния сайт на групата, че ще издадат своя трети официален сингъл, наречен „Опиум“. Премиерата на песента е по руското сутрешно радио шоу „BrigadaU“ на Европа Плюс, като до 17 март радиото има изключителните права да използва песента. На 7 май 2008 г. е премиерата на новото музикално видео за „Опиум“ по MUV-TV. Момичетата също обявяват английска версия на „Опиум“, озаглавена „Why“, но тя не е издадена, докато не излиза втория студиен албум през 2012 г. Песента няма успех в световен мащаб, но е популярна в Русия.

### ОпиумRoz
През 2008 г. групата продължава своята работа по първия си албум „ОпиумRoz“, който се очаква да излезе на 17 октомври. Има забавяне, както и някои проблеми в списъка с песни. През ноември, момичетата издават нова песен, „Скажи, не молчи“. Песента не постига успех в световен мащаб, но успява да заеме челните места в Русия. През ноември 2008 г. Серебро печели награда за най-добра група. След няколко забавяния, „ОпиумRoz“ най-накрая излиза на 25 април 2009 г., и е представен на концерт на бандата на Поклонная гора. ОпиумRoz е резултат от две години на записи. Реакциите са положителни от критиката и обществото.

### 2009 – 2011
На 18 юни 2009 г. е обявено, че Марина Лизоркина напуска Серебро. Продуцентът на Серебро Максим Фадеев, провежда прослушване за неин заместник в групата. Анастасия Карпова заменя Лизоркина, и се присъединява към Елена Темникова и Олга Серябкина като нова певица в триото. Тя казва: „Съдбата често дава шанс да печелиш. Важното е, да го използваш правилно“.
Карпова се появява за първи път със Серебро на наградите на радио „Хит Груп“, в Санкт Петербург на 25 юни 2009 г. Първата ѝ песен с групата е „Сладко“, за която е заснет и музикален клип. Групата участва на фестивал в Юрмала, Латвия на 29 юли 2009 г. с песента си „Скажи, не молчи“ и кавър версия на „Get the Party Started“ на Pink.
На официалния сайт на 29 март 2010 г., групата кани жени на възраст между 18 и 30 г. с „нестандартен външен вид“ (пиърсинги, расти, плитки, татуировки, ярък цвят на косата и т.н.), за да участват в нов видеоклип до 3 април 2010 г. Подготовката за снимките започват на 4 април. Заглавието на песента е разкрито, че е „Не время“ и излиза в радио ефира на Русия на 13 април. Песента е композирана от Максим Фадеев, а текста от Олга Серябкина.
На 26 септември 2010 г., групата провежда първия си самостоятелен концерт в Прага, Чехия. Тогава те са на обиколка в Чехия и носят подаръци на деца, които пребивават в социални рехабилитационни центрове. На 4 ноември 2010 г. излиза седмия сингъл „Давай держаться за руки“. Групата е номинирана за най-добър руски изпълнител на MTV Europe Music Awards 2010, но в крайна сметка губи от Дима Билан.

### Mama Lover
На 30 юли 2011 г. е премиерата на „Mama Lover“ по Европа Плюс. Това е техен трети сингъл на английски език след „Song #1“ и „Like Mary Warner“ (Сладко). На 15 септември 2011 г. излиза видеото за „Мама Люба“ (руската версия на „Mama Lover“). След това вниманието на медиите в Европа и други страни е приковано от сингъла. Той става първият сингъл на групата, пробил в класациите извън Руската федерация, включително Испания, Италия, Белгия и Чехия. Според медиите, повече от 250 пародии на клипа са качени в YouTube. Реакциите правят „Mama Lover“ най-успешният сингъл на Серебро към днешна дата, като някои медийни източници предполагат, че групата е готова да навлезе на пазарите извън Русия. Песента е сертифицирана като платинена в Италия, с продадени над 30 000 копия.
На 14 юни 2012 г. Серебро издава своя втори студиен албум „Mama Lover“. Албумът е издаден първо в Русия, а след това и в Европа. Четвъртият сингъл от албума е „Мальчик“, който е представен на 16 юни 2012 г. Сингълът е неуспешен за групата, с връхна точка 124 място в руските класации и завършва серията от десет поредни най-големи хитове на Серебро. И все пак, албумът се продава добре и Mama Lover по-късно става двойно платинен в Русия, с продажби повече от 300 000 копия.

### 2013 – 2015
След края на техния успех с „Mama Lover“, Серебро започва да записва песни за третия си студиен албум. През януари 2013 г., групата обявява, че ще пусне нов материал в Япония след подписване с EMI Music. Те също така обявяват, че планират да издадат компилация, озаглавена „Serebration“, която да включва песни от първия и втория им студиен албум. Групата пътува до Япония за компилацията и да направи концертно турне.
През март 2013 г., групата пуска своя промоционален сингъл „Sexy Ass“, но той не влиза в класациите в Русия. През юни 2013 г. излиза „Mi Mi Mi“, която в Италия заема връхна точка 5 в италианския iTunes и е сертифициран като златен. За три месеца видеото на песента е гледано над 15 000 000 пъти. През юли 2013 г. излиза и песента „Мало тебя“. Песента е пусната в руския радио ефир на 10 юли и бележи завръщане в топ десет в Русия за групата, в крайна сметка с връхна точка от номер 5. Ново сътрудничество с DJ M.E.G., озаглавено „Угар“ е с премиера във Facebook страницата на групата и сайта на Promo DJ на 18 септември. Групата обявява, че подписва договор с Republic Records и Universal Music Group и обсъжда планове за повторно пускане на сингъла „Mi Mi Mi“ като първи техен международен сингъл.
На 28 септември Анастасия Карпова потвърждава планираното ѝ напускане на групата. Тя осведомява Фадеев 2 месеца преди това. Решението е взето заедно с другите членове на групата и, че основната ѝ мотивация е да се отдаде на солова кариера. На нейно място идва Дария Шашина, официално от 3 октомври 2013 г. Шашина презаписва песни с Карпова като „Мало тебя“ и „Угар“.
Елена Темникова напуска Серебро на 15 май 2014 г., в навечерието на планираното ѝ напускане през декември, след като забременява. Карпова временно се връща докато Полина Фаворская е взета за постоянен заместник на 5 юни 2014 г.
Третият студиен албум на групата „925“, трябва да бъде издаден в iTunes Русия на 15 октомври 2015 г., но след като техния студиен твърд диск е откраднат, трябва да бъде отменен.

### 2016: Сила трёх
На 1 май 2016 г. Дария Шашина напуска групата, поради сериозни здравословни проблеми и се налага да се подложи на две операции, тя е заменена от Екатерина Кищук.
На 26 април е съобщено, че албума „925“ е преименуван на „Сила трёх“ и пуснат в iTunes Русия за предварителна покупка, като датата на излизане е 27 май 2016 г.
На 2 юни 2016 г. Серебро съобщава в своя Facebook, че чисто нов сингъл, озаглавен „Сломана“, ще излезе в понеделник 6 юни.
На 25 август е обявен нов сингъл, наречен „Сердце пацанки“, който е саундтрак към филма „ПАЦАНКИ“, а на 5 септември 2016 г. е премиерата на пълната версия на песента.

## Дискография

### Албуми
- „ОпиумRoz“ (2009)
- „Mama Lover“ (2012)
- „Сила трёх“ (2016)

### EP
- „Избранное“ (2010)

## Стил
През 2007 г. благодарение на старта на групата на Евровизия, привличат вниманието на руски и европейски журналисти. Сайта Utro.Ru през май 2007 г. пише, че в последните два месеца, групата е най-дискутираното име не само в медиите, но и сред представителите на руския шоубизнес. Директорът на руския Первий канал, Юри Аксюта твърди, че решението да се изпрати на никого непозната група е направено от Експертния съвет единодушно, веднага след като те чуват демото „Song #1“. Композиторът Владимир Матецки описва дебютната песен като „много модерна, динамична“, добавяйки, че групата е симпатична с това, че не принадлежи към традиционните за Евровизия изроди. Лариса Долина казва пред експертната комисия на Первий канал: „Те са много уверени, много добър ход, много добро европейско ниво“. Британският телевизионен канал Би Би Си отбелязва, „много рядко“ за Евровизия, „стилна група“. Intermedia.ru сравнява Серебро с друга британска женска група, наричайки ги руски клонинг „на Шугабейбс“, обаче, да се отбележи, че копието от полученото е „много високо качество“. Оценявайки резултатите на групата в конкурса с трето място, музикалният критик Артур Гаспарян отбелязва, че този висок резултат на групата не е бил с „... зашеметяваща промоционална кампания, [...] и без мощни фен клубове, и най-важното – на 12 май в Хелзинки, те за първи път са на сцената заедно (!). Рожден ден! И изведнъж – на международната сцена във всеки смисъл“. Алексей Мажаев от InterMedia.ru пише, че участието на конкурса е „повече от успешно за дебютантки“.
С пристигането на Анастасия Карпова през 2009 г. и началото на записването на втория си студиен албум, стилът на групата се променя малко – за дебютно видео в нов състав, „Сладко“, е обявено за „първо еротично видео“. Последвалите „Не время“, „Давай держаться за руки“ и „Мама Люба“ също са със заснети клипове в такъв сюжет.
Друг изблик на внимание на журналистите към Серебро е след излизането на сингъла „Мама Люба“. Според Максим Фадеев, песента е призната като „неприемлиева“ от ръководствата на по-голямата част от руските радиостанции. Песента и видеото получават отрицателни отзиви за наличие на нецензурни думи в текста, както и поведение на солистките в музикалните видеоклипове. В същото време, растящата популярност на „Mama Lover“ в Европа и Латинска Америка, привлича вниманието на чуждестранните медии. Много критици наричат песента на „визитна картичка“ на групата, въпреки участието в Евровизия и „Song #1“. Италианската Corriere.it в това отношение сравнява Серебро и „Mama Lover“ с друга руска група – Тату и техния голям хит „All The Things She Said“. Серджио Цадеду от „Musicsite Italia“ нарича песента „доста лесна да стане популярна, танц, фокусиран върху маса и без никакъв смисъл“, и добавя, че „младите хора с радост добавят сингъла в своите плейлисти в продължение на няколко седмици, особено ако към видеото на песента са тези сладки звездички“. Excitenews.es описва песента като „запомняща се“. Италианския журналист Диана Гулемини, говорейки за сингъла, казва, че „... Mama Lover е новата за това лято. Видео с три момичета, открити и нескромни, завладели мрежата. И по-младото поколение, вероятно много повече цени клипа от песента“, добавяйки, че Серебро има сериозен шанс да спечели музикални пазари извън Русия.